# Attifet

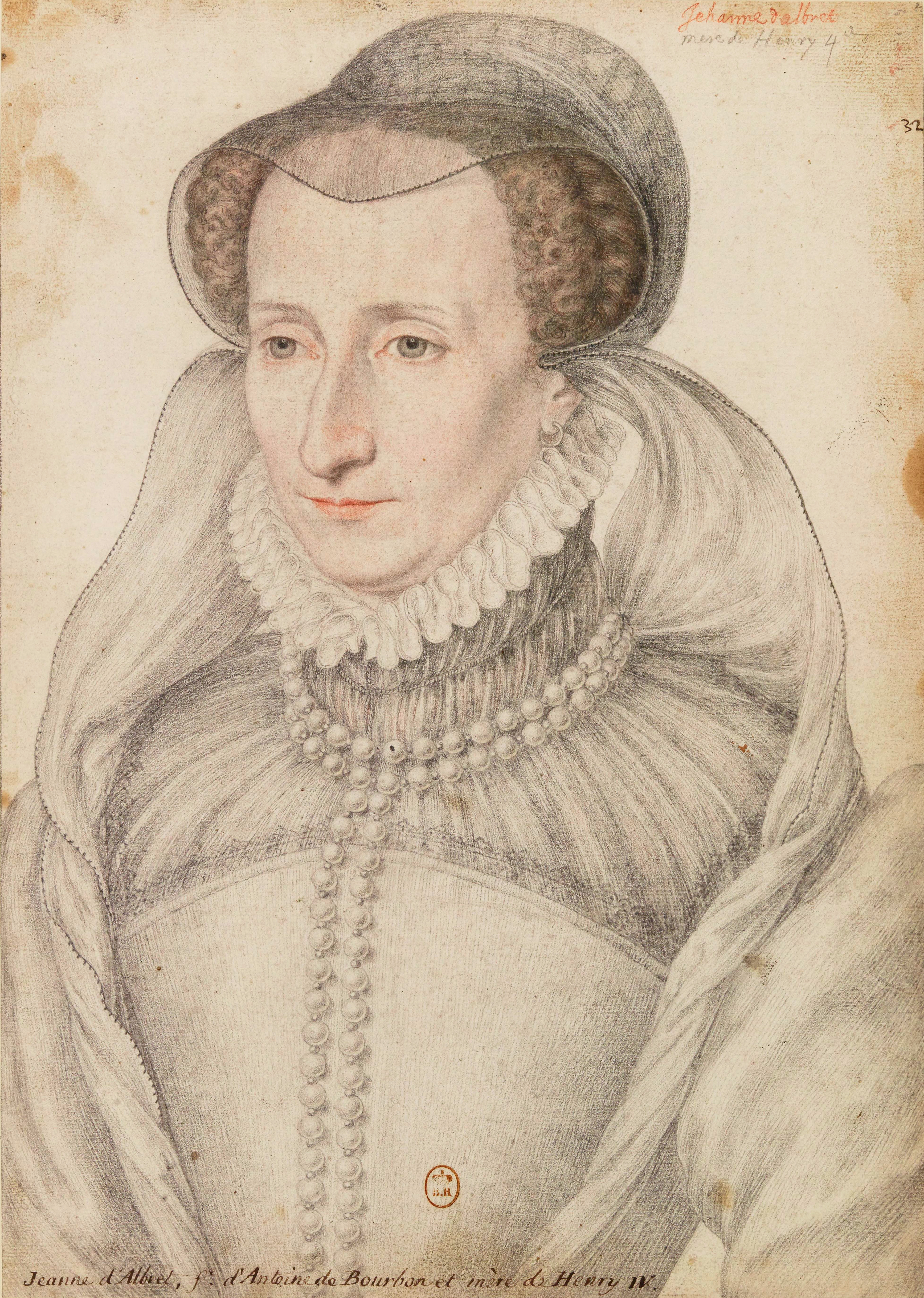
Johanna van Albret draagt een attifet, geschilderd door François Clouet in 1570.

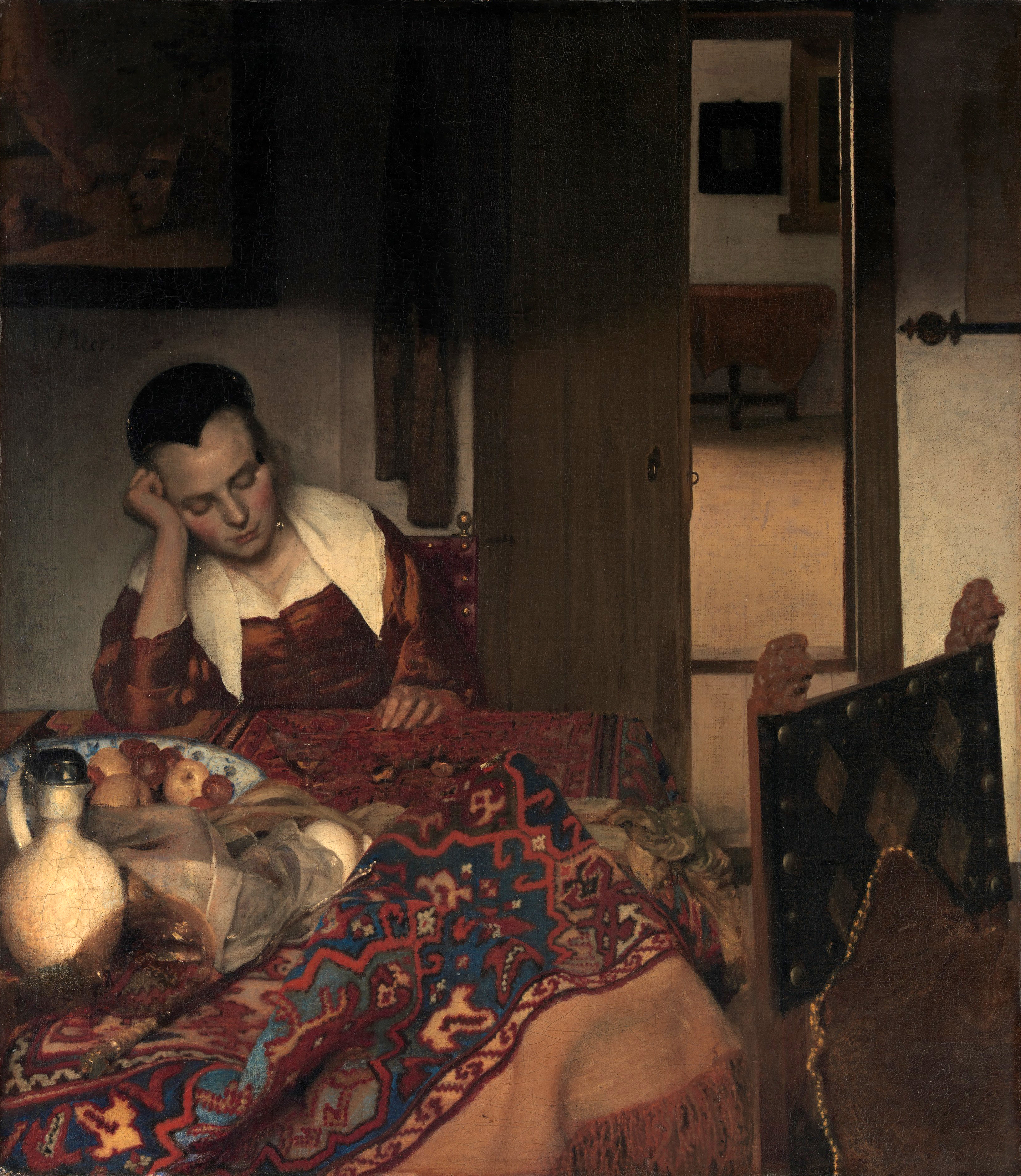
Slapend meisje geschilderd door Johannes Vermeer in 1657.

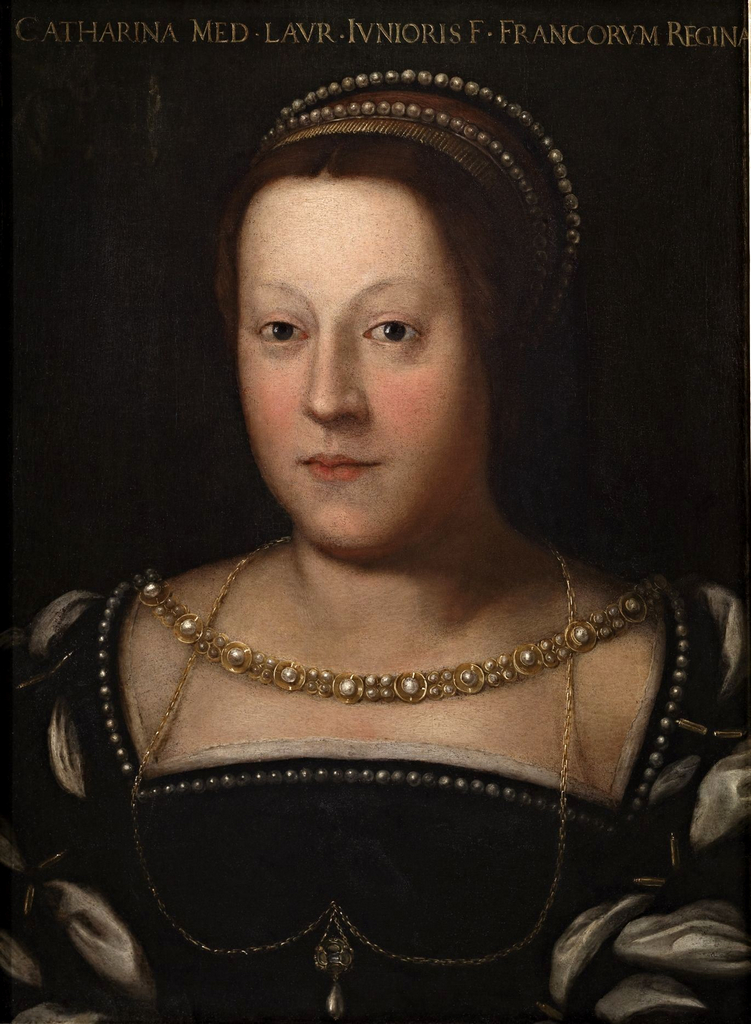
Catharina de' Medici geschilderd door Cristofano dell'Altissimo tussen 1552 en 1568.

Een attifet is een hartvormig capuchon dat gebaseerd is op de Franse arcelet. Het hoofddeksel werd gedragen door Europese vrouwen in de 16de en 17de eeuw. De tip van de hartvorm bedekt gedeeltelijk het voorhoofd. Een attifet is meestal gemaakt uit zijde of linnen. Veel attifetten hebben veters en zijn afgewerkt met parels. Een attifet is meestal wit, maar weduwen droegen voornamelijk een zwarte variant.

## Trivia
- Johanna van Albret draagt een attifet op het portret geschilderd door François Clouet.[1]
- Het "slapend meisje" op het gelijknamige schilderij van Johannes Vermeer draagt een attifet.[2]
- Catharina de' Medici droeg een zwarte attifet nadat ze weduwe werd.[3]